# Шом (Горња Гарона)
Шом (фр. Chaum) насеље је и општина у јужној Француској у региону Миди Пирене, у департману Горња Гарона која припада префектури Сен Годан.
По подацима из 2011. године у општини је живело 213 становника, а густина насељености је износила 37,37 становника/km². Општина се простире на површини од 5,7 km². Налази се на средњој надморској висини од 475 метара (максималној 1.680 m, а минималној 468 m).

## Демографија
| 1962. | 1968. | 1975. | 1982. | 1990. | 1999. | 2011. |
| ----- | ----- | ----- | ----- | ----- | ----- | ----- |
| 220   | 255   | 247   | 212   | 198   | 193   | 213   |

График промене броја становника у току последњих година